# Bill Goldberg
William Scott "Bill" Goldberg (Tulsa, 27 de dezembro de 1966) é um lutador profissional estadunidense, ator e ex-jogador de futebol americano. Atualmente trabalha na WWE pelo programa Raw com o nome de ringue Goldberg. Trabalhou na WCW de 1997 até 2001.
Goldberg se orgulha de sua herança judaica e se recusou a escondê-la no mundo da luta profissional, recusando-se a lutar no Yom Kippur. Seu bisavô romeno, Marcel, emigrou de Bucareste. Seu outro bisavô, Willie, era um imigrante russo, que veio da União Soviética.

## Carreira no wrestling profissional

### World Championship Wrestling / WCW (1997–2001)
Após treinando na WCW Power Plant, Goldberg fez sua estréia na televisão quando "Rowdy" Roddy Piper trouxe um grupo desconhecido de lutadores para a WCW.
Na edição de 22 de setembro na WCW Monday Nitro, Goldberg derrotou Hugh Morrus na sua estréia. Pouco depois Goldberg teve uma sucessão de vitórias e se viu rapidamente a se tornar um bom lutador. Goldberg fez sua estréia no evento Scarrcade para derrotar Steve McMichael.
No Início de 1998 derrotou Brad Armstrong na SuperBrawl VIII e Perry Saturn no Spring Stampede em partidas de single. Goldberg na WCW começou a ter vitórias consecutivas e chegou a 74 vitórias consecutivas e sem nenhuma derrota.
Na noite seguinte, Goldberg desafiou Raven para o WCW United States Heavyweight Championship que Raven tinha ganhado na noite anterior. Apesar da interferência de aliados de WCW Monday Nitro, Goldberg conseguiu se recuperar e derrotou Raven para 75-0. Dois dias depois, em 22 de Abril em uma edição do WCW Thunder, ele defendeu o título com sucesso contra Mike Enos. Goldberg em seguida, começou uma nova feud com Raven e seus aliados. Na Slamboree, ele terminou a feud após defender o título com sucesso contra Raven. Goldberg defendeu o seu título contra Koonan no The Great American Bash e Curt Hennig.

#### World Heavyweight Championship
Como Goldberg foi ficando conhecido como um wrestler principal, ele continuou a defender o WCW United States Heavyweight Championship e foi rapidamente se tornando um concorrente para o WCW World Heavyweight Championship que era de Hulk Hogan. Goldberg e Hulk Hogan se enfrentaram em uma edição da WCW Monday Nitro no dia 6 de julho. No entanto Hogan teve que fazer Goldberg enfrentar Scott Hall que Goldberg venceu graças a Diamond Dallas Page e Karl Malone com que Hulk Hogan. Goldberg venceu Hulk Hogan e se tornou WCW World Heavyweight Championship e estendeu suas séries de vitórias para 108-0. Em consequência, Goldberg desocupou o WCW United States Heavyweight Championship.
Goldberg manteve o título em sua primeira defesa do WCW World Heavyweight Championship contra Scott Hall em uma dark match. Goldberg em seguida, começou uma rivalidade com Curt Hennig e manteve o título contra ele no Bash at the Beach. No Road Wild, Goldberg venceu um Battle Royal que consistia membros da National Wrestling Alliance.
Após, Diamond Dallas Page tornou-se concorrente para o WCW World Heavyweight Championship. Goldberg e Diamond Dallas Page  começou uma feud entre eles. No Halloween Havoc, Goldberg venceu Page e reteve o WCW World Heavyweight Championship. No Starrcade, a invencibilidade de Goldberg foi encerrada em 173 vitórias quando perdeu o título para Kevin Nash após a interferência de Scott Hall. Goldberg no entanto se vingou de Scott Hall no Souled Out em uma Ladder Match.
No Spring Stampede, Goldberg ganhou sua vingança contra Kevin Nash, após derrota-lo. Logo depois, Goldberg foi contundido e levou um tempo para se preparar para o seu filme Universal Soldier: The Return.
Goldberg retornou 2 meses depois e derrotou Rick Steiner no Road Wild. Goldberg em seguida, reiniciou a sua feud com  Diamond Dallas Page envolvendo também aliada Jersey Triad, que culminou um combate no Fall Brawl onde Goldberg venceu. Depois entrou em rivalidade com Sid Vicious e desafiou para um combate pelo WCW United States Heavyweight Championship no Halloween Havoc onde Goldberg vence e se torna pelo segunda vez o WCW United States Heavyweight Championship. Naquela noite recebeu um desafio de Sting para os dois se enfrentarem para o WCW World Heavyweight Championship, onde Goldberg vence. Sobre a edição no próximo WCW Monday Nitro o comissário JJ Dilon decidiu que a luta não tinha sido sancionada pela WCW, e que portanto a vitórias de Goldberg foi cancelada. O título foi desocupado em um torneio de 32 homens para determinar o novo campeão. Goldberg entrou no torneio e lutou pela primeira vez contra Bret Hart.
Com Interferência de Sid Vicious custou Goldberg a luta e o título, bem como a sua segunda derrota na WCW. Goldberg continuou com rivalidade contra Sid Vicious e derrotou em uma "I Quit" no Mayhem.
Pouco tempo depois, Goldberg fez dupla com Bret Hart e os dois ganharam o WCW World Tag Team Championship. Semanas depois, perdeu o título para Scott Hall e Kevin Nash. Na Starrcad Goldberg desafiou Bret Hart para o WCW World Heavyweight Championship. No decorrer da luta, Goldberg acertou um pontapé na cabeça de Bret Hart, lesionando o pescoço do mesmo. Após ser diagonosticado Bret Hart lutou apenas 3 lutas e se ficou inativo durante vários meses. Apesar disso Goldberg perde para Bret Hart, mas Hart desocupou o título na noite seguinte no WCW Monday Nitro, dizendo que não queria ganhar o título assim, e promove uma revanche com Goldberg, onde ele perde novamente após a interferência de Scott Hall e Kevin Nash, que começaram a bater e Goldberg com um bastão de Beisebol.
Mais tarde Bret Hart em uma luta contra Goldberg valendo o WCW World Heavyweight Championship, pega o bastão de Beisebol e começa a bater em Goldberg, causando um estrago suficiente para fazer o Pin e reter o WCW World Heavyweight Championship. Após a partida Kevin Nash, Scott Hall, Bret Hart e Jeff Jarret anuncia e volta da nWo, que deu um novo alvo para a disputa. No entanto, não duraria muito.

#### Perseguição ao World Heavyweight Championship
Pouco depois de sua perda de combate pelo World Championship, Goldberg foi ferido acidentalmente durante uma sequência em que ele perseguiu a limusine da nWo no estacionamento, quando rompeu o para-brisa após cortar o seu antebraço.
Depois de um tempo fora dos ringues para se recuperar, Goldberg voltou para a WCW interferindo em um combate entre Kevin Nash e sua equipe de Tank Abbott e Rick Steinner no WCW Monday Nitro. No Bash at the Beach Goldberg traiu Kevin Nash durante um combate contra Jeff Jarret pelo World Heavyweight Championship e se tornou heel pela primeira vez em sua carreira, aliando-se com a facção The New Blood. Com o resultado da traição, Goldberg se rivalizou com Kevin Nash o derrotou no Bash at the Beach, com a ajuda de The New Blood. Goldberg participou de uma série de combate ao candidato contra Kevin Nash e Rick Steiner no New Blood Rising, onde Kevin Nash ganhou. Goldberg tornou face novamente e rivalizou-se com Rick Steiner, culminando em uma combate sem desclassificação em Fall Brawl, onde Goldberg perdeu.
Começo uma nova série de lutas ganhas por Goldberg em outubro de 2000. Goldberg derrotou Brian Adams no Halloween Havoc em uma eliminação de handicap. Começou uma feud com Lex Luger que alegou a ser o primeiro lutador a aposentar Goldberg. Isso culminou em um combate no Mayhem, onde Goldberg ganhou. Os dois continuaram a feud e lutaram no Starrcade, onde Lex Luger teve que se aposentar. Goldberg venceu a partida, mas após o combate, ele foi atacado por um parceiro Lex Luger, Buff Bagwell. Goldberg depois se rivalizou com os Buff Bagwell. Sua sequência de vitória foi quebrada em quando Goldberg, fazendo parceria com seu treinador Power Plant Dwayne Bruce, perdeu após um aliado de Buff Bagwell atacar Goldberg a dar a vitória para a team de Bruce. A feud foi desfeita depois de Goldberg fazer uma cirurgia no ombro, mas enquanto Goldberg se recuperava, a WWF comprou a WCW em março de 2001. Goldberg não foi contratado pela WWF e permaneceu em um contrato com a Time Warner, até maio de 2002, quando ele chegou a um acordo sobre uma compra de contrato.

### All Japan Pro Wrestling (2002-2003)
Goldberg sofreu uma lesão durante Toyota Pro/Celebrity Race em Long Beach Grand Prix em abril de 2002. Em agosto de 2002, ele voltou ao ringue no Japão e se juntou a All Japan Pro Wrestling, derrotando Satoshi Kojima e Taiyo Kea. Ele passou a derrota Rick Steiner em um combate para a promoção W-1, e se uniu com Keiji Mutoh para derrotar Kronik. Seu sucesso no Japão levou a WWF, renomeada depois de WWE, a fazer negociações de contrato com ele.

### World Wrestling Entertainment / WWE (2002-2004) (2016-2017)
Depois de ir para o Japão, Goldberg assina um contrato de um ano com a WWE, em março de 2003. Goldberg estreou na Raw, na noite seguinte depois do WrestleMania XIX e imendiatamente começou uma feud com The Rock após o mesmo provocar Goldberg. A rivalidade se intensificou quando The Rock realizou um segmento intitulado O Concerto de Rock, onde taunted Goldberg junto com Gillberg. Ele derrotou The Rock em sua estréia Backlash. O combate foi vencido por Goldberg após três Spears e um Jackhammer. Goldberg foi invicto ao longo do semestre, derrotando 3-Minute Warning, em seu primeiro jogo na WWE. Goldberg derrotou Christian na semana seguinte da Raw em uma Steel Cage.
Goldberg rivalizou com Chris Jericho. Durante a primeira edição de Chris Jericho do Highlight Reel, um show de entrevista, onde Goldberg foi insultado por Chris Jericho que disse que ninguém queria Goldberg na WWE e continuou a insultalo semanas seguintes. Em 12 de maio na Raw, um homem miterioso tenta atropelar Goldberg com uma limousine. Uma semana depois o General Managers, Stone Cold Steve Austin, interrogando vários superstars da Raw para descobrir quem estava dirigindo o carro. Um dos interrogados foi Lance Storm, que admitiu que era ele que estava dirigindo o carro. Lance Storm foi forçado a ter uma luta contra Goldberg, onde Goldberg ganhou o combate. Em 26 de maio, Goldberg foi novamente um convidado do Highlight Reel. Chris Jericho expressa inveja para o sucesso de Goldberg na WCW e senti que desde que entrou na WWE, ele tinha conseguido tudo o que sempre quis em sua carreira e tudo o que restou foi a derrota de Goldberg e desafiou-o para um combate no  Bad Blood, onde Goldberg vence o combate.

Goldberg entrou em uma rivalidade com Triple H, desafiando-o para o World Heavyweight Championship no SummerSlam na segunda Elimination Chamber na WWE, depois de eliminar Randy Orton, Shawn Michaels, e Chris Jericho, ele foi derrotado por Triple H e Ric Flair. Goldberg continuou se rivalizando com Triple H e finalmente o derrotou no Unforgiven, ganhando o World Heavyweight Championship. Na semana seguinte venceu Chris Jericho. Na noite seguinte na Raw, Goldberg para vencer o combate contra Chris Jericho. Uma semana depois, Triple H publica uma recompensa de US$ 100.000 para qualquer um que poderia ter Goldberg fora do jogo. Steven Richards, Mark Henry e Tommy Dreamer. Todos tentaram recolher a recompensa, mas foram fracassados. Em 20 de outubro, Batista interferiu em defesa de Goldberg o título contra Shawn Michaels no Raw e atacou Goldberg, colocando uma cadeira dobrável em torno do tornozelo de Goldberg e pulando a corda do meio até a cadeira, quebrando o tornozelo de Goldberg. Furioso, Goldberg exigiu uma partida contra Batista. Triple H, no entanto, se envolveu na partida entre Goldberg e Batista que tenta paralisar Goldberg, mas Goldberg lutou com Triple H antes de atacar Batista com uma marreta. No Survivor Series, Goldberg manteve o seu título contra Triple H, apesar da interferência dos Evolution.
Em 17 de novembro, Goldberg enfrentou Triple H, Randy Orton e Batista em uma Handicap match no Raw, mas foi derrotado em uma  sequência de um RKO, um Batista Bomb, e finalmente, um Pedigree. Após o combate, Kane inesperadamente saiu, aparentemente para ajudar Goldberg após Evolution continuar seu ataque sobre sobre Goldberg após o jogo. Depois de assustar os Evolution, no entanto, ele atacou Goldberg deu um chokeslam a ele. Na semana seguinte, Kane atacou Goldberg novamente enquanto ele estava defendendo seu título contra Triple H, em uma rematch de Survivor Series e mais tarde naquela noite, expressou seu desejo de enfrentar Goldberg para o título. Raw General Manager Eric Bischoff, anunciou que estaria defendendo o seu título contra ambos Kane e Triple H num combate Triple Threat no Armageddon. Goldberg fez equipe com Shawn Michaels e Rob Van Dam para enfrentar e derrotar Kane, Batista e Randy Orton em uma partida de equipe de seis homens tag. Em 8 de dezembro no Raw, Goldberg enfrentou Kane em um Lumberjack Match, que terminou em uma desqualificação quando os Evolution e Mark Henry entrou no ringue e atacou Goldberg. No Armageddon, Goldberg acabou perdendo o título quando Triple H derrotou após interferência dos Evolution e um Chokeslam de Kane.

#### Saída da empresa (2004)
Durante o Royal Rumble em 2004, ele cruzou com o então o WWE Championship Brock Lesnar, quando este interrompeu Goldberg durante uma entrevista nos bastidores. Enquanto Goldberg estava no meio de dominar o Royal Rumble, Brock Lesnar interferiu no combate e acertou Goldberg com um F-5. Com sua atenção voltada em Brock Lesnar, Kurt Angle eliminou Goldberg que estava distraido. Goldberg, prometeu vingança contra Brock Lesnar e depois de derrotar Mark Henry e Jonathan Coachman, ele declarou Brock Lesnar sua próxima vítima. Em 2 de fevereiro, Goldberg foi dado um bilhete na primeira fileira no No Way Out por Steve Austin. Na Smackdown o Gerente Geral de Paul Heyman apareceu na Raw e juntamente com Vince McMahon tentou obter Goldberg a recuar em sua vingança contra o Brock Lesnar, que resultou em Goldberg atacar Paul Heyman e acidentalmente golpear Steve Austin, quando ele estava apontando para Vince McMahon. Goldberg participou No Way Out como um telespectador, confrontando com Brock Lesnar no evento,e após vários insultos por Brock Lesnar, entrou no ringue e executou um Jackhammer sobre ele. Goldberg foi então detido e escoltado para fora da arena pelos seguranças. Durante o evento principal entre Brock Lesnar e Eddie Guerrero, Goldberg atacou Brock Lesnar e fez ele perder o WWE Championship. Isto levou a um combate entre os eles no WrestleMania XX com Steve Austin como árbitro especial. Os fãs sabiam que esta seria a partida final para ambos os WWE Goldberg e Brock Lesnar e assim deu reações negativas em grande parte pelo desempenho. Após Goldberg vencer Brock Lesnar, Steve Austin acertou Goldberg e Brock Lesnar com um Stone Cold Stunner. Uma semana depois o contrato de Goldberg acabou e não foi renovado.

#### Retorno (2016)
A WWE escolheu Goldberg para o extra do jogo WWE 2K17 com o seu antigo rival na capa do jogo Brock Lesnar. A partir daí começou a haver especulações sobre um combate final entre Brock e Golberg. Até que o próprio Brock Lesnar desafiou Bill para uma luta, então este aceitou o desafio e apareceu no Raw e disse que tinha saudades dos fãs e do mundo do Wrestling. Bill Goldberg lutou contra Brock Lesnar no Survivor Series e venceu-o em segundos.
Em um episódio do Raw de fevereiro de 2017, foi anunciado que o campeão Kevin Owens iria defender o Título contra Goldberg. No PPV Fastlane Bill venceu rapidamente Kevin para se tornar o novo campeão universal. Na Wrestlemania 33 perdeu o título para Brock Lesnar.
No episódio seguinte do Raw, Goldberg despediu-se da WWE.

## Filmografia
- The Jesse Ventura Story (1999) as Luger[6]
- Universal Soldier: The Return (1999) as Romeo[6]
- Ready to Rumble (2000) as himself[6]
- Looney Tunes: Back in Action (2003) as Mr. Smith[6]
- The Longest Yard (2005) as Battle[6]
- The Kid & I (2005) as himself[6]
- Santa's Slay (2005) as Santa Claus[6]
- Half Past Dead 2 (2007) as William Burke[6]
- Kill Speed (2010) as Big Bad John[6]
- Minkow (2010) as Sax[6]
- Holly, Jingles and Clyde 3D (2010) as Gus[6]

## No wrestling
- Standed Suplex|Jackhammer
- Spear

- Gorilla Press Slam
- Full nelson slam
- Shoulder Powerslam
- Pumphandle fallaway slam
- Scoop powerslam
- Snap swinging neckbreaker
- Superkick

## Títulos e prêmios
- World Championship Wrestling
  - WCW World Heavyweight Championship(1 vez)
  - WCW United States Heavyweight Championship(2 vezes)
  - WCW World Tag Team Championship(1 vez) com Bret Hart

- World Wrestling Federation/Entertainment/WWE
  - World Heavyweight Championship (1 vez)
  - WWE Universal Championship (2 vezes)
  - WWE Hall of Fame (2018)